# Dalhems kyrka, Gotland
Dalhems kyrka är en kyrkobyggnad i Dalhem på Gotland. Den är församlingskyrka i Dalhems församling i Visby stift.

## Kyrkobyggnaden
I början av 1900-talet kunde Dalhems kyrka kallas Gotlands nationalhelgedom. Den stod då efter en genomgripande och påkostad restaurering (1899–1914) färdig att ta emot en ström av besökare från när och fjärran. Den hade blivit ryktbar. Restaureringsplanerna hade gjorts upp av den gotlandsfödde arkitekten och etsaren Axel Herman Hägg (jfr Ardre), och han hade också utfört kartongerna till de nya väggmålningarna. För det direkta restaurerings- och målningsarbetet svarade den likaledes gotlandsfödde konservatorn
C.W. Pettersson.
Man hade avsett att återställa medeltidskyrkan till ursprunglig skönhet, men i stället hade man förvandlat den. När arbetet var slutfört hade redan helt nya idéer om kyrkorestaurering börjat träda fram, och Dalhems interiör står nu kvar som ett monument över det senare 1800-talets ambitiösa men missriktade restaureringsideologi – och är som sådant värdefull.
Det är inte svårt att utskilja det falska från det äkta i den överväldigande rika dekoren. Kyrkans märkligaste medeltida konstverk är glasmålningarna, utförda på 1240-talet i tysk-bysantinsk stil. Kristi himmelsfärd, Herren i majestät, Judaskyssen, gisslandet, korsbärningen och S:ta Margareta i norra korfönstret är ursprungliga, övriga är kompletteringar från restaureringen. Av väggmålningarna är endast de på södra och sydöstra väggen ursprungliga och utförda från mitten av 1300-talet av "Egypticusverkstadens målare". De framställer nedtagandet från korset, Mikaels kamp med draken och kejsar Henrik II:s själavägning (jfr Vamlingbo). En ståtlig korbänk från 1300-talet har delvis ombyggts och kompletterats på 1600-talet och vid restaureringen. Kyrkan uppfördes tämligen enhetligt under tiden 1230–1250, men tornets övre delar och dess praktportal av "Egypticus" tillkom närmare mitten av 1300-talet.
Grundmurar till en äldre kyrka har påträffats under golvet. Från denna härrör den ornerade omfattningen till sakramentsnischen i koret och en gravsten från 1100-talet över prästen Nicolaus med hans bild, inmurad i norra portalens yttersida. Fragmentariska målningar i rysk-bysantinsk stil från ett panelverk från ungefär samma tid förvaras i sakristian.

## Inventarier
- Dopfunt av kalksten av musselcuppatyp, 1200-talets mitt.
- Retabel från 1300-talet.
- Processionskrucifix som dateras till 1300-talets förra hälft.
- Predikstol av skulpterad ek utförd 1637.
- Korbänk daterad till 1300-talet,ombyggd under 1600-talet.

### Orgel
- Orgeln är byggd 1875 av Åkerman & Lund, Stockholm, den är mekanisk. 1985 renoverades orgeln av Finn Krohn's Orgelbyggeri, Fredensborg, Danmark. Då återställdes en tidigare förändrar disposition. Borduna 16' transmitterades till en separat pedalstämma.

| Manual              | Pedal      | Koppel  |
| Borduna 16’         | Subbas 16’ | Man/Ped |
| Principal 8’        |            |         |
| Flûte harmonique 8’ |            |         |
| Rörflöjt 8’         |            |         |
| Salicional 8'       |            |         |
| Octava 4’           |            |         |
| Octava 2'           |            |         |
| Trumpet 8'          |            |         |

## Galleri

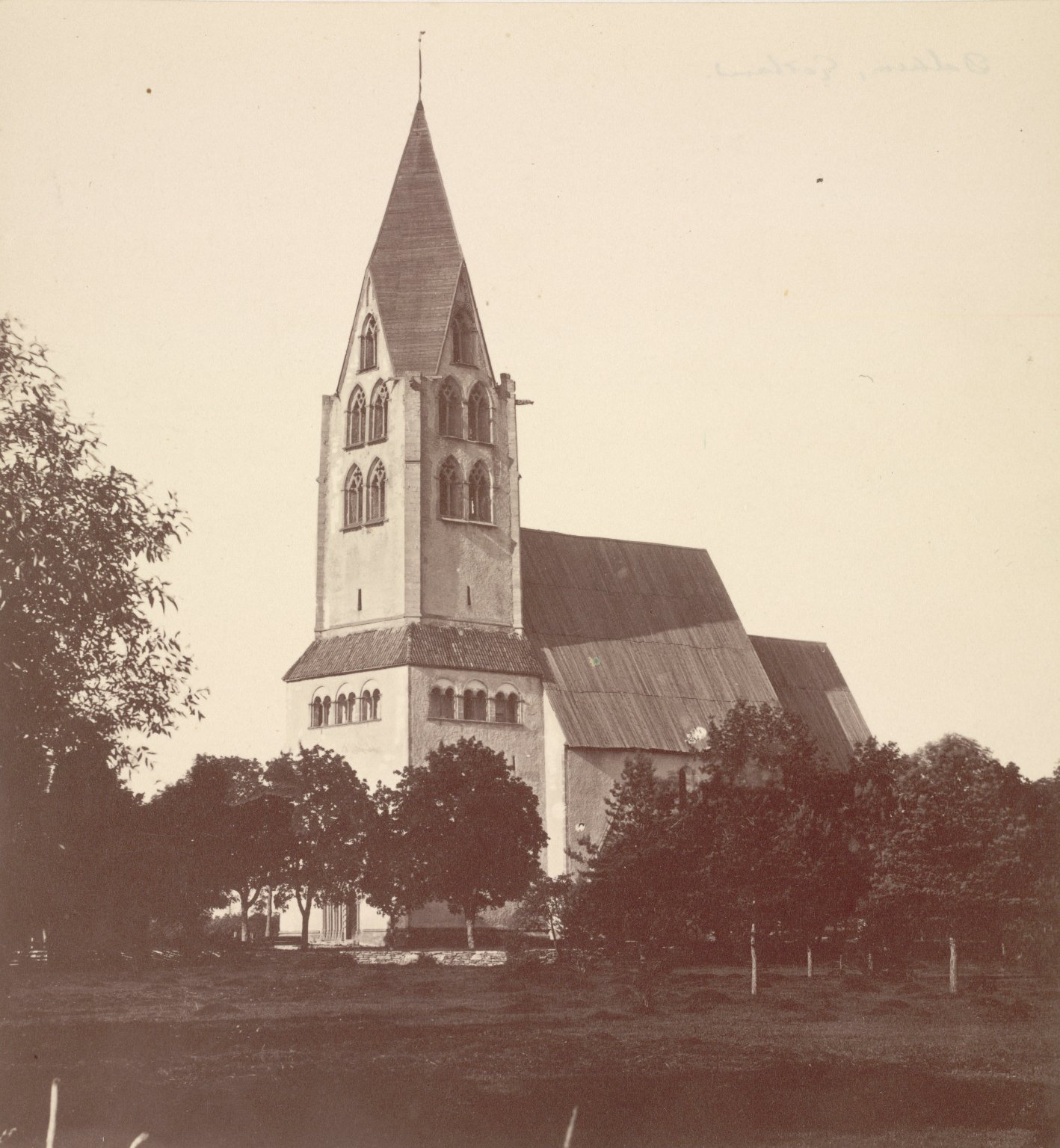
Dalhems kyrka, någon gång mellan 1865 och 1895
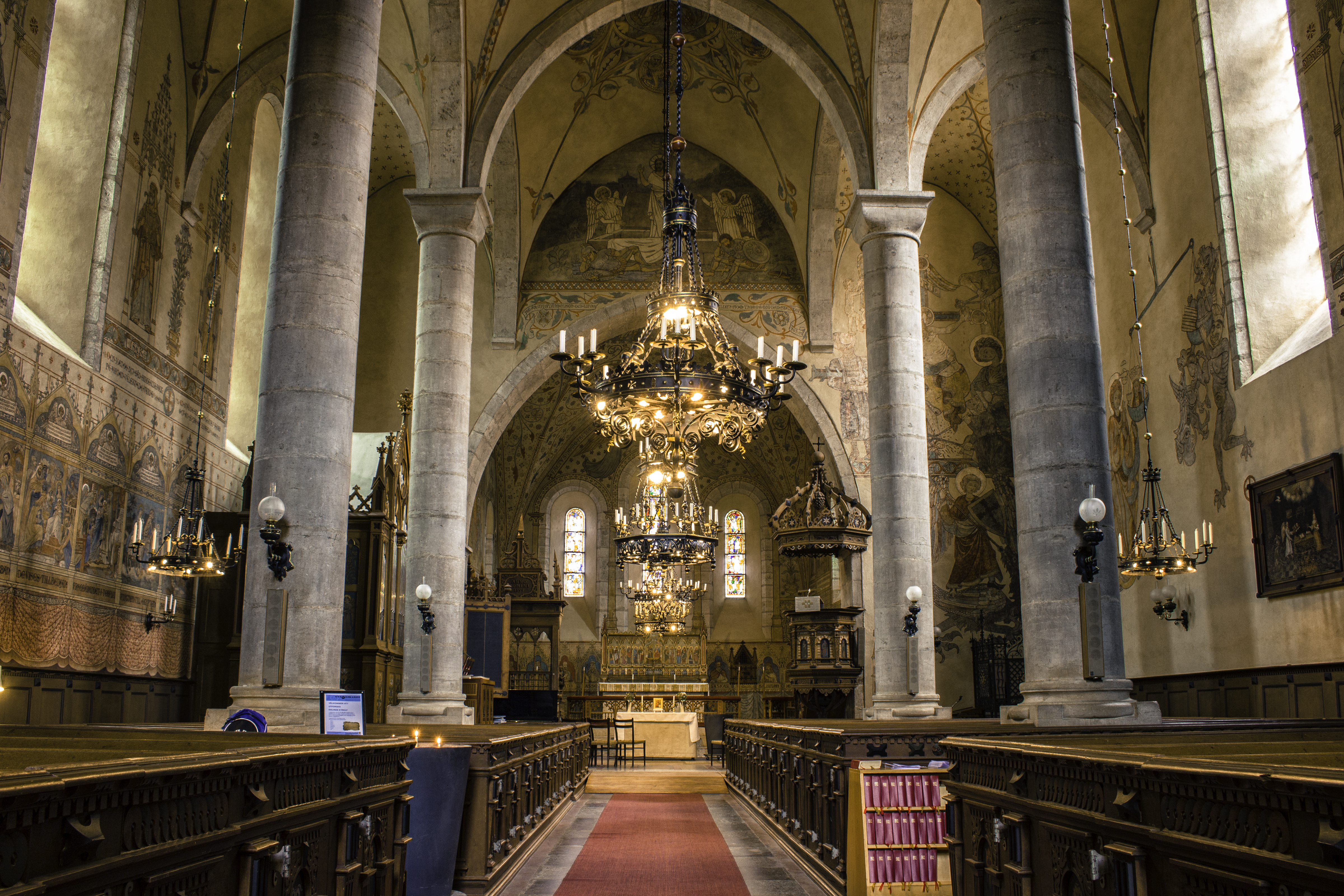
Interiör mot öster
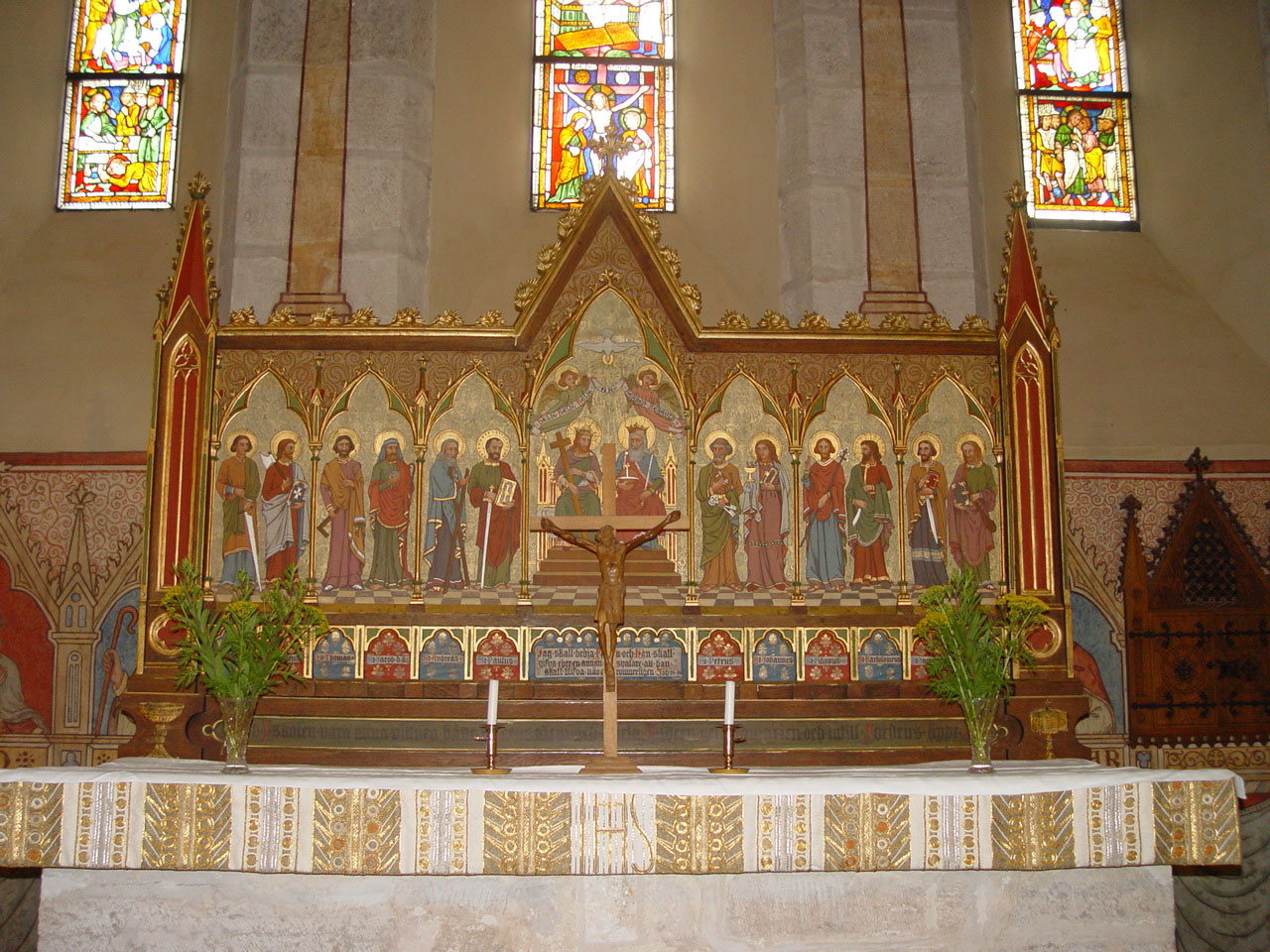
Retabel 1300-talet.
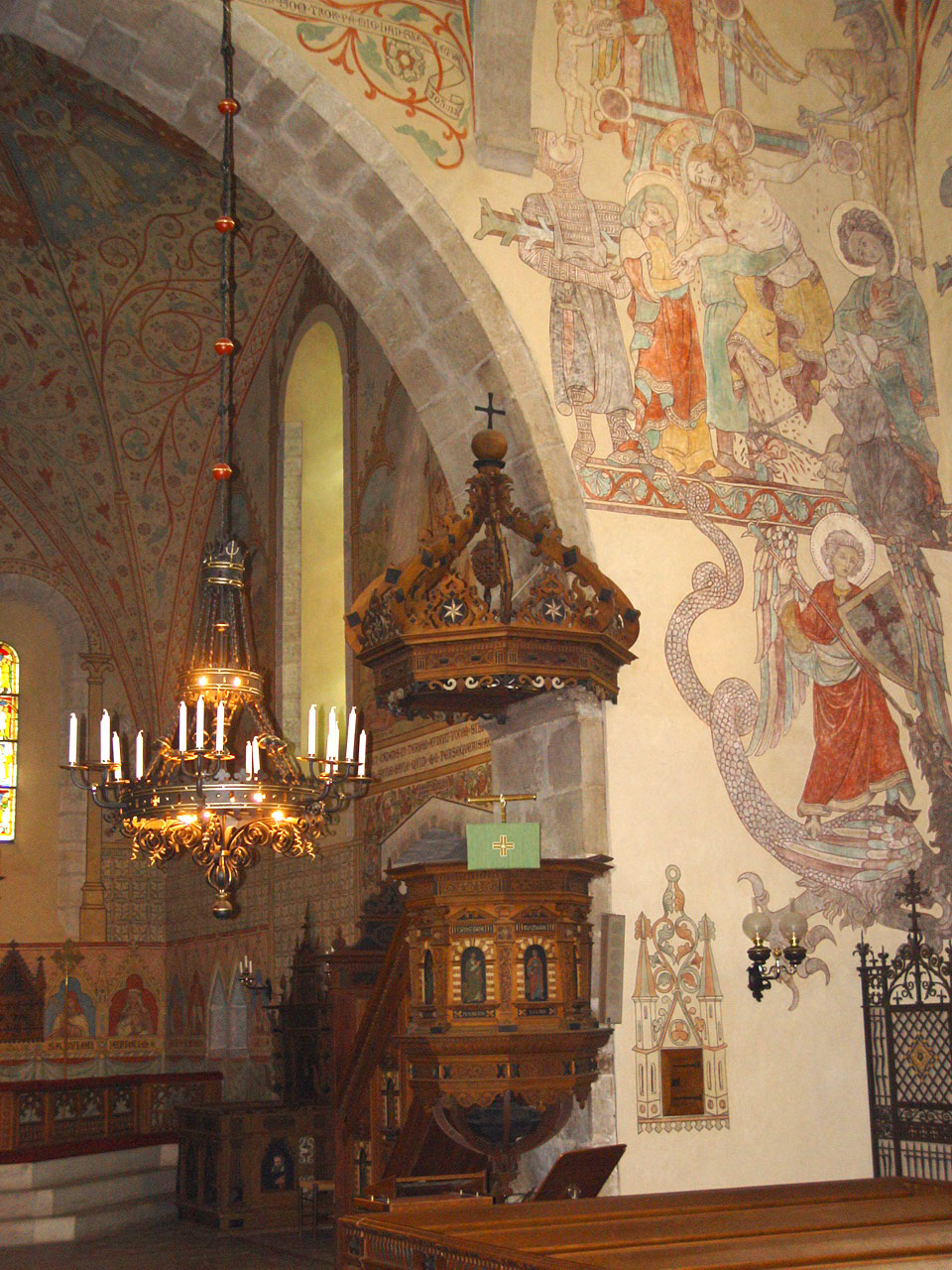
Predikstol 1637.
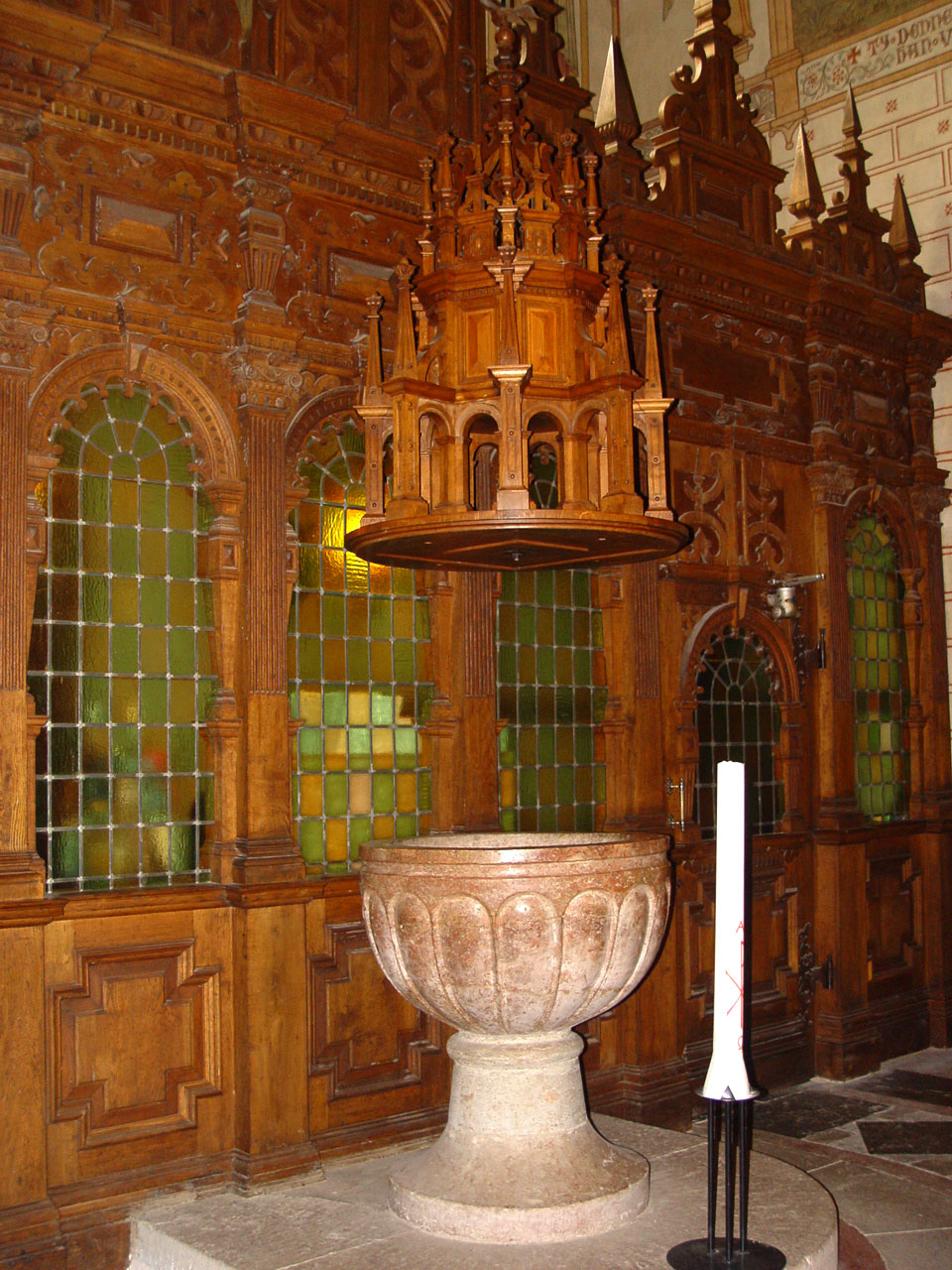
Dopfunt 1200-talet.
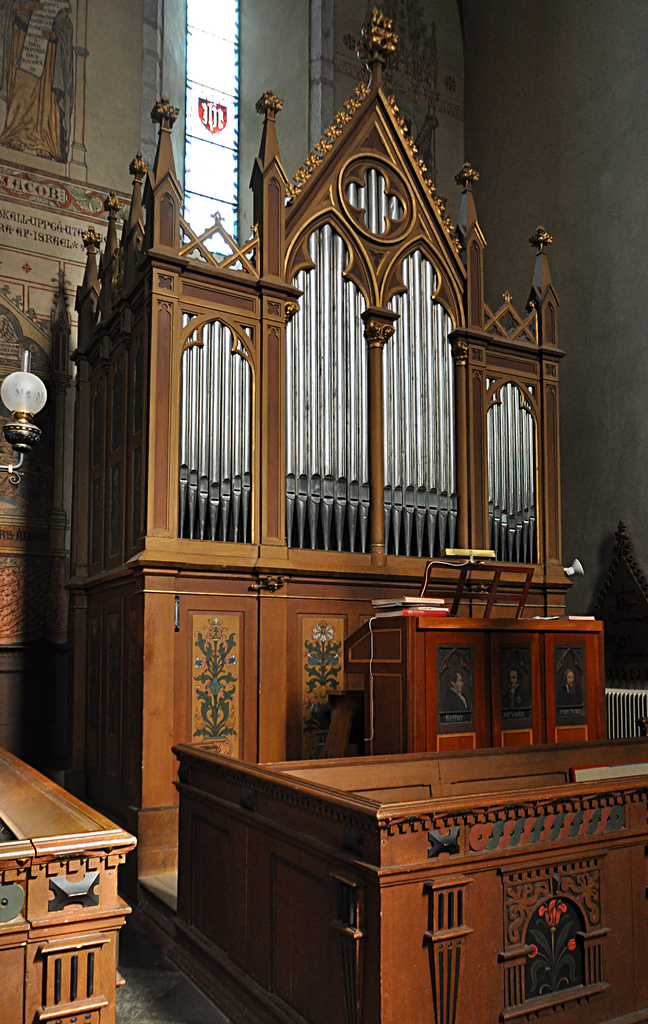
Dalhems kyrkorgel.
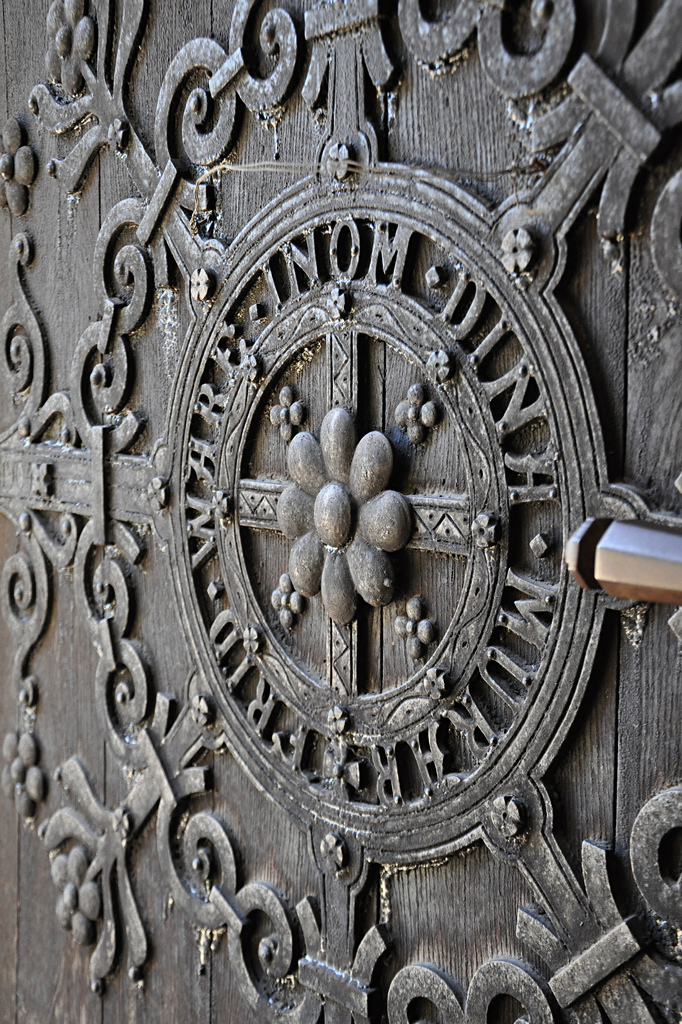
Detalj av kyrkporten.